# Robyn
Robin Miriam Carlsson (Estocolmo, 12 de junio de 1979), más conocida como Robyn (pronunciado [ˈrɔ̌bːʏn]), es una cantante y  compositora sueca. Logró gran reconocimiento a mediados de los noventa con «Do You Know (What It Takes)», primer sencillo de su álbum debut Robyn is Here, por el que recibió una  certificación de oro por parte de la Recording Industry Association of America (RIAA). En 2005, creó su propia discográfica, llamada: Konichiwa Records; convirtiéndola en una pionera para las artistas femeninas en la industria. Su popularidad creció notablemente en 2007 con «With Every Heartbeat» en colaboración con Kleerup, extraído de su álbum Robyn, el cual alcanzó el top 10 en las listas de éxitos de algunos países de Europa y los Estados Unidos.
En 2010, lanzó la destacada producción Body Talk, un álbum de estudio publicado en tres volúmenes con sencillos como «Dancing on My Own» y «Call Your Girlfriend», los cuales fueron nominados al Grammy en la categoría de mejor grabación dance en 2011 y 2012, respectivamente. Tras este proyecto le siguieron los EPs, Do It Again (2014) (con Röyksopp) y Love Is Free (2015) (con La Bagatelle Magique) y su octavo álbum de estudio, Honey (2018), su álbum más reciente. En 2020, aceptó el premio a la Compositora de la Década en los Premios NME.

## Biografía y carrera

### 1989–2002: Primeros años e inicios
Nacida el 12 de junio de 1979 en Estocolmo, Suecia, pasó los primeros años con sus padres. Es hija del director de teatro, Wilhelm Carlsson (1953) y la actriz Maria Ericson (1954), que dirigían un grupo de teatro independiente. Robyn se crio en un ambiente creativo y artístico. Ella se involucró en la actuación a la edad de 9 años con un papel como extra en Kronbruden en el teatro sueco Dramático. Robyn tiene un hermano llamado Jac, y una hermana llamada Effie.
Aunque su carrera musical comenzó en la década de 1990, Robyn ya realizó un par de grabaciones para programas infantiles de televisión con solo 12 años. Su descubridora fue la cantante sueca Meja, que decidió convertirse en su primera representante mediante un acuerdo con sus padres. Tras terminar la educación secundaria, Robyn firmó con la discográfica Ricochet Records Sweden, subsidiaria de BMG.
Con dieciséis años, y tras el lanzamiento de dos sencillos previos (You've got that somethin y Do you really want me - show respect), Robyn publicó su primer álbum con RCA en 1996, titulado Robyn is here. El disco logró unas buenas ventas en el mercado sueco y el estadounidense. Robyn también se atrevió a componer una canción para el Melodifestivalen 1997, titulada Du gör mig hel igen. El tema, que interpretó Cajsalisa Ejemyr, terminó en cuarta posición. Ese mismo año la cantante logra sonar en el mercado británico y en el estadounidense, con Show me love y Do you know (what it takes).

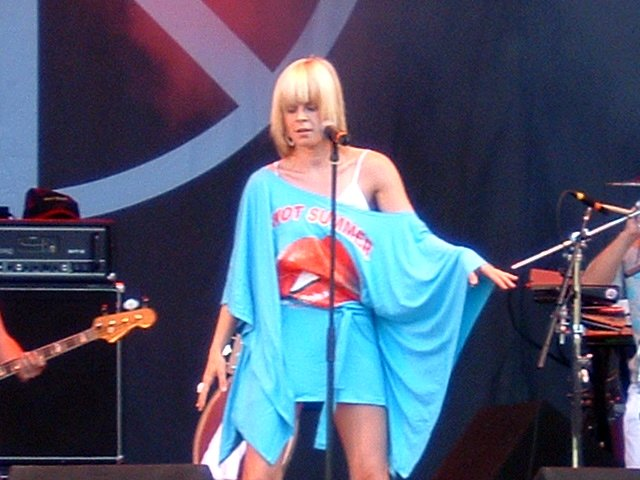
Robyn en el año 2003.

Tras ese álbum, Robyn publicó en 1999 el segundo, de título My truth. En él se mostró un cambio de estilo musical que cuajó en su país, donde obtuvo la segunda posición en ventas con su sencillo Electric. Sin embargo, la compañía RCA decidió no publicarlo en Estados Unidos porque consideraron que el nuevo estilo de Robyn no lograría vender en el mercado norteamericano. A partir de ese año Robyn también comenzaría a colaborar con otros artistas, como los suecos Christian Falk y el rapero Petter Askergren.
Tras la polémica con RCA, Robyn decidió cambiar de sello dentro de BMG y pasó a publicar su tercer álbum, Don't stop the music, con Jive Records. El tercer disco salió solo en Suecia en 2002, aunque varios sencillos sí fueron publicados para el mercado europeo. Tras volver a tener encontronazos con la discográfica, ya que la sueca quería cambiar de registro en sus nuevos trabajos, Robyn decidió abandonar BMG para fundar su propia discográfica en 2005: Konichiwa Records.

### 2004–2009: Konichiwa Records yRobyn
Con su nuevo sello, Robyn realizó una evolución hacia sonidos electropop y decidió contar con múltiples colaboraciones, como The Knife o Teddybears STHLM, para publicar su cuarto álbum: Robyn. Este disco, cuyo sencillo de lanzamiento fue Be Mine!, obtuvo la primera posición en ventas de Suecia así como buenas críticas, y tiene influencias de varios estilos como la electrónica o el rap entre otros. Con él, pudo conseguir tres premios de los Grammy Suecos en 2006 a mejor álbum, mejor compositor y mejor cantante pop femenina. También realizó varias colaboraciones, como el tema Hey U del grupo Basement Jaxx.
Durante 2006 y 2007 Robyn publicó varios EP con nuevo material y una revisión de Robyn, que incluía nuevos temas. Entre ellos, está su sencillo With every heartbeat, en colaboración con Kleerup, que le valió reconocimiento y ventas a nivel internacional. Su éxito hizo que la discográfica que dirigía, Konichiwa Records, firmara un acuerdo de distribución internacional con Universal Music. En Reino Unido, sus discos fueron publicados por Island Records. En 2008, fue la telonera de Madonna durante su gira en Estados Unidos y varias ciudades europeas.
En 2009 anunció su intención de lanzar un nuevo álbum con la producción de Kleerup y Klas Åhlund. Ese año colabora con Röyksopp en el segundo sencillo de su disco Junior, llamado The girl and the robot. Su álbum Robyn fue nominado en 2009 al Grammy en la categoría de "mejor disco de electrónica", pero no fue premiado.

### 2010–2016:Body Talky otros trabajos
En marzo de 2010, estrenó en su web oficial un fragmento de "Fembot" como presentación del proyecto Body Talk: una trilogía de EP durante dicho año que culminaría a finales de este con una recopilación selectiva de las tres partes lanzadas en un LP homónimo. Pese al estreno de la era "Body Talk" con el tema "Fembot", fue "Dancing On My Own" el encargado de promocionar la primera parte del proyecto, logrando el n.º 1 en Suecia y alcanzando el TOP5 en diferentes listas de Estados Unidos, Reino Unido y Dinamarca. En julio, cantó una versión electrónica minimalista de "Try Sleeping with a Broken Heart" de Alicia Keys en vivo en IHeartRadio.
La segunda parte del proyecto, Body Talk Pt. 2 fue sustentada a nivel promocional con "Hang With Me"; y lanzada en septiembre del mismo año. El álbum también incluyó una colaboración con el rapero, Snoop Dogg. Robyn anunció el lanzamiento del sencillo, "Indestructible", el 13 de octubre de 2010; una versión acústica apareció en Body Talk Pt. 2. La canción se lanzó el 17 de noviembre en Escandinavia y el 22 de noviembre en el Reino Unido.
En el segundo semestre del 2010 participó brevemente en 7° capítulo de la cuarta temporada de la serie estadounidense Gossip Girl interpretando el tema "Dancing on my own", el que a su vez fue utilizado al finalizar el episodio. La tercera parte, Body Talk Pt. 3, fue promocionado con el sencillo "Call Your Girlfriend", culminando con la promoción de Body Talk en abril de 2011 y logrando el n.º 1 del Hot Dance Club Songs de Billboard en Estados Unidos, siendo, junto con "Dancing On My Own", dos de los temas de mayor repercusión para su carrera discográfica en este trabajo.
En 2014, Robyn anunció su gira llamada Do It Again Tour junto al dúo noruego Röyksopp. Además se unieron para el lanzamiento de un miniálbum colaborativo titulado Do It Again. Se lanzó el 26 de mayo a través de Don Triumph, Wall of Sound, y Cooking Vinyl. El 25 de abril de 2014, fue precedido por el sencillo de mismo nombre, "Do It Again", logrando ingresar en las listas del Reino Unido y Suecia. En ese mismo año Robyn colaboró en el álbum Blank Project de la cantante sueca Neneh Cherry en la canción "Out of the Black".
En 2015, formó un proyecto musical llamado La Bagatelle Magique junto al tecladista Markus Jägerstedt, y el productor Christian Falk con el que lanzaron el EP Love Is Free.

### 2017–presente:Honeyy receso

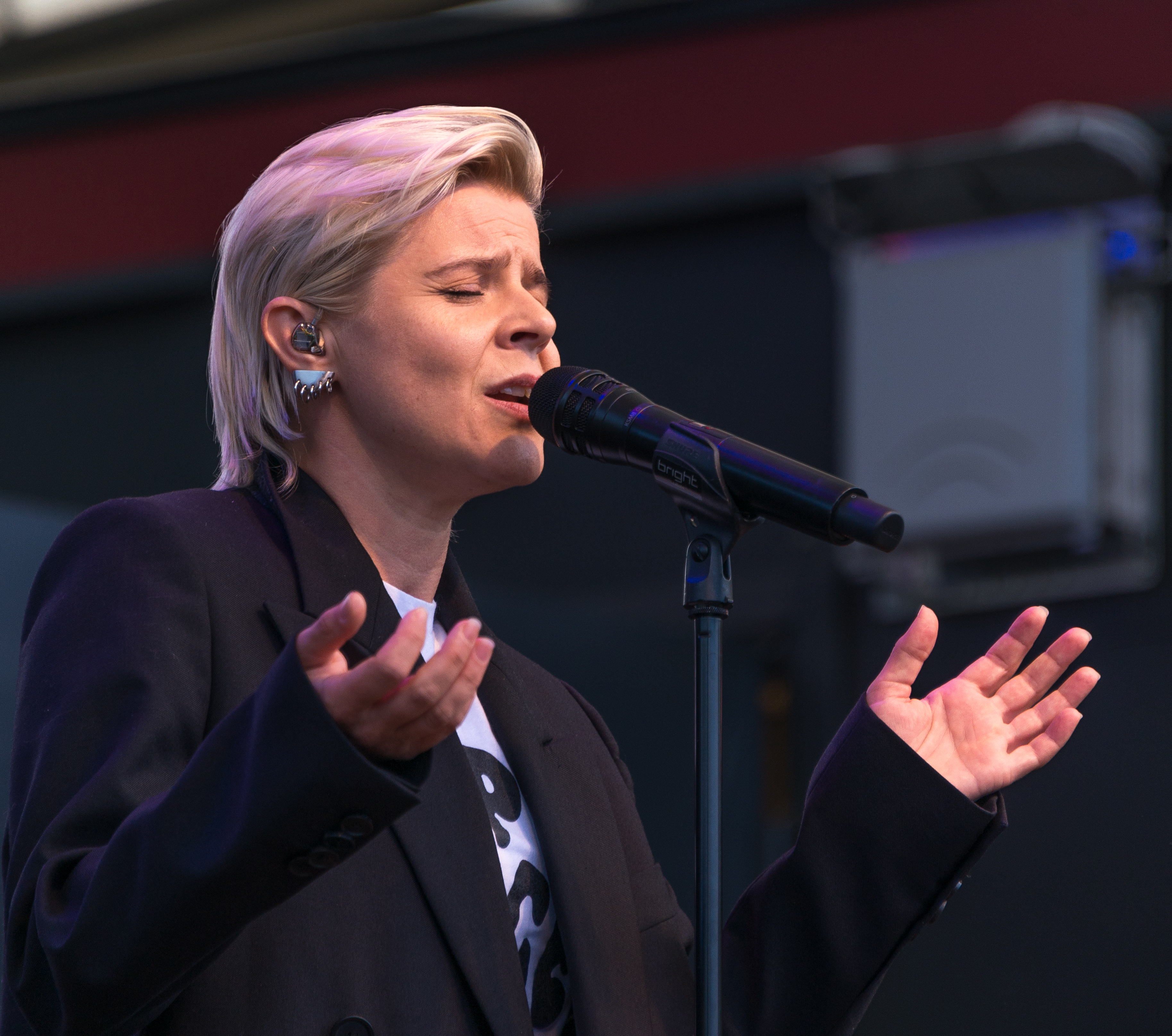
Robyn actuando en Kungsträdgården, Suecia, 2019.

En marzo de 2017, una nueva canción de Robyn, "Honey", se incluyó en la banda sonora de la última temporada de la serie de HBO, "Girls". La creadora de la serie, Lena Dunham, la seleccionó de una colección de temas en desarrollo. Robyn la grabó especialmente para la serie.
En febrero de 2018, Robyn respondió a un fan en Twitter que lanzaría su nuevo álbum "en algún momento de ese año". Durante una entrevista con Kindness, reveló que casi había terminado su nuevo álbum. Después, en una fiesta, estrenó la versión completa de su nueva canción "Honey". El 23 de julio, una nueva canción titulada "Missing U" fue incluida como sencillo, pero posteriormente fue eliminada. Los fans rápidamente notaron las indirectas que estaba dando, incluyendo una publicación en Twitter con la etiqueta #MissingU. Se lanzó el 1 de agosto de 2018.
Robyn también lanzó un minidocumental con la canción y un homenaje a sus fans, quienes la extrañaron a ella y a su nueva música durante años. El 19 de septiembre de 2018, Robyn anunció que su próximo álbum se titularía Honey y se lanzaría el 26 de octubre de 2018. En noviembre de 2018, Robyn anunció que realizaría una gira por Norteamérica y Europa en 2019. La gira comenzó el 5 de febrero de 2019 y finalizó en abril de ese mismo año. El 27 de septiembre de 2019, actuó en Kungsträdgården en Estocolmo durante las huelgas climáticas internacionales.
En febrero de 2020, aceptó el premio a la Compositora de la Década en los Premios NME 2020. En septiembre de 2021, la revista Rolling Stone, a partir de una encuesta realizada a más de 250 artistas, músicos, productores, críticos, periodistas y figuras de la industria, colocó a «Dancing On My Own» en el puesto número 20, en su lista reeditada de «Las 500 mejores canciones de todos los tiempos», la entrada más alta de la década en su lista.
En 2025, Robyn formó parte de las celebraciones del 50.° aniversario del programa de televisión, Saturday Night Live. El 14 de febrero de 2025, interpretó «Dancing On My Own» y «This Must Be the Place (Naive Melody)» de Talking Heads con David Byrne en SNL50: The Homecoming Concert.

## Vida personal
Robyn empezó a salir con Olof Inger en 2002 y estuvieron comprometidos hasta 2011. Más tarde se comprometió con el camarógrafo Max Vitali, a quien se refirió en una entrevista de 2013 con la revista Collection of Style como su prometido: "Nos hicimos amigos cuando hicimos el video de 'Be Mine', y ahora trabajamos mucho juntos. Él hizo todos los videos del último álbum". Ella y Vitali se separaron por un tiempo después de la lanzamiento de "Body Talk", pero se reconciliaron en 2018. El 4 de julio de 2023 dio a conocer a través de Instagram que había sido madre de un niño llamado Tyko, nacido en abril de 2022.

### Activismo
Después del lanzamiento de su segundo álbum en 1999, My Truth, Robyn se convirtió en embajadora de UNICEF y visitó, entre otros países, Kenia y Tanzania. Durante sus dos años de dedicación a esta misión, pretende llamar la atención sobre UNICEF y su trabajo en todo el mundo para los niños que necesitan ayuda. 
En 2000, Povel Ramel le otorgó el Karamelodiktstipendiet, una beca por sus logros musicales para los que la mayor parte de la recompensa se encuentra en el prestigio y el honor, en lugar de incentivos financieros. Ella estuvo comprometida con el especialista en artes marciales y artista Olof Inger, hasta 2011. La pareja comenzó a salir en 2003. Ahora está comprometida con el camarógrafo Max Vitali, refiriéndose a él en una entrevista de 2013 en la revista Colección De Estilo como su prometido. "Nos hicimos amigos cuando hicimos el video de 'Be Mine'" explicó, "y ahora trabajamos mucho juntos. Él hizo todos los vídeos para mi último álbum" (Body Talk).

## Legado
Varias publicaciones han apodado a Robyn como la "Reina de los Éxitos Tristes". Publicaciones como The Guardian y Rolling Stone han llamado a Robyn una de las artistas pop más influyentes de su generación, mientras que Billboard la declaró "una de las artistas pop más elogiadas por la crítica del siglo XXI". Jessica Hopper de NPR calificó a Robyn como "el oráculo del pop del siglo XXI", mientras que Caryn Ganz de The New York Times la llamó "la rebelde brillante del pop".
El debut de Robyn, Robyn Is Here (1996), fue fundamental para impulsar la carrera de Max Martin en la música pop y generar demanda de "cantantes blancas de R&B, desde Mandy Moore hasta Billie Piper". Cuando Robyn rechazó el intento de Jive Records de contratarla en Estados Unidos, el sello cambió su enfoque hacia una joven artista llamada Britney Spears, y el director de Jive la describió como "una Robyn estadounidense: una reina adolescente del europop, con un toque añadido de 'chica de al lado'". Martin terminó produciendo gran parte del álbum debut de Spears, ...Baby One More Time, y se la consideraba "más fácil de controlar que la 'enérgica' adolescente sueca".
Robyn (2005) ha sido citado como un álbum pop fundacional de la década del 2000, consolidando la validez del "poptimismo" en los círculos de críticos musicales que "hizo que los nerds del indie se relajaran". Recibió un reconocimiento significativo de la revista independiente Pitchfork, que solo había reseñado unos pocos álbumes pop anteriormente. Su reconocimiento "colocó al synthpop al mismo nivel que artistas serios y artísticos como Arcade Fire y Sufjan Stevens". Fue vista como "un referente de la menor rigidez del rock en la introducción de sonidos sin guitarra y de la música pop, cada vez más bailable y experimental".
Ayudó a dar forma a la música pop contemporánea al tomar el control creativo, introducir elementos indie al pop convencional e incluir temas feministas y otros temas políticos en su música mucho antes de que fuera aceptable para las estrellas del pop hacerlo. Variety atribuyó su trabajo como "sabia" y "pionera" al independizarse a la prominencia acelerada del género pop alternativo que comenzó a fines de la década de 2000. Según El Hunt de NME, el proyecto Body Talk "allanó el camino para que las estrellas del pop más experimentales y de mentalidad alternativa encontraran un lugar en el panorama en los años venideros" y fue pionera en "un tipo diferente de pop".
Ha sido reconocida como una influencia importante por Carly Rae Jepsen, Lorde, Charli XCX, Taylor Swift, Christine and the Queens, Andy McCluskey, Ariel Rechtshaid o Perfume Genius. El "triunfo en el rechazo" de Robyn la ha llevado a su estatus como ícono gay.

## Discografía
Álbumes de estudio
- 1996: Robyn Is Here
- 1999: My Truth
- 2002: Don't Stop the Music
- 2006: Robyn
- 2010: Body Talk Pt. 1
- 2010: Body Talk Pt. 2
- 2010: Body Talk
- 2018: Honey

Extended plays
- 2006: The Rakamonie
- 2009: The Cherrytree Sessions
- 2010: Body Talk Pt. 3
- 2014: Do It Again (con Röyksopp)
- 2015: Love Is Free (con La Bagatelle Magique)

## Giras y conciertos
Principales
- Body Talk Tour (2010–2011)[67]
- Do It Again Tour (2014)[68]
- Honey Tour (2018–2019)[69]

Compartidas
- All Hearts Tour (con Kelis) (2010)[70]

## Premios y nominaciones
| Premiación                   | Año  | Nominado(s)                                            | Categoría                         | Resultado | Ref.   |
| ---------------------------- | ---- | ------------------------------------------------------ | --------------------------------- | --------- | ------ |
| ASCAP Pop Music Awards       | 1999 | "Show Me Love"                                         | Most Performed Song               | Ganadora  | [ 71 ] |
| Billboard Music Video Awards | 1997 | "Do You Know (What It Takes)"                          | Best New Artist Clip (Dance)      | Ganadora  | [ 72 ] |
| Billboard Music Video Awards | 1997 | "Do You Know (What It Takes)"                          | Dance Clip of the Year            | Nominada  | [ 72 ] |
| Brit Awards                  | 2011 | Ella misma                                             | Mejor Artista Internacional       | Nominada  | [ 73 ] |
| GAFFA-Prisen Awards          | 2010 | Ella misma                                             | Best International Female Artist  | Ganadora  | [ 74 ] |
| GAFFA-Prisen Awards          | 2010 | "Dancing on My Own"                                    | Best International Hit            | Ganadora  | [ 74 ] |
| GAFFA-Prisen Awards          | 2010 | "Indestructible"                                       | Best International Video          | Nominada  | [ 75 ] |
| GAFFA-Prisen Awards          | 2019 | Honey                                                  | Best International Album          | Nominada  | [ 76 ] |
| GAFFA-Prisen Awards          | 2019 | Ella misma                                             | Best International Artist         | Nominada  |        |
| GAFFA-Prisen Awards          | 2019 | "Missing U"                                            | Best International Hit            | Nominada  |        |
| Grammy Awards                | 2009 | Robyn                                                  | Mejor álbum dance o electrónico   | Nominada  | [ 77 ] |
| Grammy Awards                | 2011 | "Dancing on My Own"                                    | Mejor grabación dance/electrónica | Nominada  | [ 77 ] |
| Grammy Awards                | 2012 | "Call Your Girlfriend"                                 | Mejor grabación dance/electrónica | Nominada  | [ 77 ] |
| Grammy Awards                | 2012 | Body Talk Pt. 3                                        | Mejor álbum dance o electrónico   | Nominada  | [ 77 ] |
| Grammy Awards                | 2015 | Do It Again (con Röyksopp)                             | Mejor álbum dance o electrónico   | Nominada  | [ 77 ] |
| Grammis                      | 1996 | Ella misma                                             | Newcomer of the Year              | Nominada  | [ 78 ] |
| Grammis                      | 1996 | Ella misma                                             | Best Female Pop/Rock Artist       | Nominada  | [ 78 ] |
| Grammis                      | 2000 | Ella misma                                             | Best Female Pop/Rock Artist       | Ganadora  | [ 79 ] |
| Grammis                      | 2000 | Ella misma                                             | Artist of the Year                | Nominada  | [ 79 ] |
| Grammis                      | 2000 | My Truth                                               | Album of the Year                 | Nominada  | [ 79 ] |
| Grammis                      | 2003 | Don't Stop the Music                                   | Album of the Year                 | Nominada  | [ 80 ] |
| Grammis                      | 2003 | "Keep This Fire Burning"                               | Song of the Year                  | Nominada  | [ 80 ] |
| Grammis                      | 2003 | Ella misma                                             | Artist of the Year                | Nominada  | [ 80 ] |
| Grammis                      | 2003 | Ella misma                                             | Best Female Pop/Rock Artist       | Ganadora  | [ 80 ] |
| Grammis                      | 2006 | Ella misma                                             | Composer of the Year              | Ganadora  | [ 81 ] |
| Grammis                      | 2006 | Ella misma                                             | Female Pop Artist of the Year     | Nominada  | [ 81 ] |
| Grammis                      | 2006 | Ella misma                                             | Artist of the Year                | Nominada  | [ 81 ] |
| Grammis                      | 2006 | "Be Mine!"                                             | Song of the Year                  | Ganador   | [ 81 ] |
| Grammis                      | 2006 | Robyn                                                  | Album of the Year                 | Ganador   | [ 81 ] |
| Grammis                      | 2009 | Ella misma                                             | Live Act of the Year              | Ganadora  | [ 82 ] |
| Grammis                      | 2011 | Ella misma                                             | Artist of the Year                | Nominada  | [ 83 ] |
| Grammis                      | 2011 | Ella misma                                             | Female Artist of the Year         | Ganadora  | [ 83 ] |
| Grammis                      | 2011 | Ella misma                                             | Composer of the Year              | Ganadora  | [ 83 ] |
| Grammis                      | 2011 | Ella misma                                             | Innovator of the Year             | Nominada  | [ 83 ] |
| Grammis                      | 2011 | Ella misma                                             | International Success             | Nominada  | [ 83 ] |
| Grammis                      | 2011 | Body Talk                                              | Album of the Year                 | Ganadora  | [ 83 ] |
| Grammis                      | 2011 | "Dancing on My Own"                                    | Song of the Year                  | Ganadora  | [ 83 ] |
| Grammis                      | 2012 | "Call Your Girlfriend"                                 | Music Video of the Year           | Nominada  | [ 84 ] |
| Grammis                      | 2014 | "U Should Know Better"                                 | Music Video of the Year           | Nominada  | [ 85 ] |
| Grammis                      | 2015 | "Monument" (con Röyksopp)                              | Music Video of the Year           | Ganador   | [ 86 ] |
| Grammis                      | 2015 | "Sayit" (con Röyksopp)                                 | Music Video of the Year           | Nominada  | [ 86 ] |
| Grammis                      | 2019 | Honey                                                  | Album of the Year                 | Nominada  | [ 87 ] |
| Grammis                      | 2019 | "Missing U"                                            | Song of the Year                  | Ganadora  | [ 87 ] |
| Grammis                      | 2019 | Ella misma                                             | Artist of the Year                | Nominada  | [ 87 ] |
| Grammis                      | 2019 | Ella misma                                             | Composer of the Year              | Nominada  | [ 87 ] |
| Grammis                      | 2019 | Ella misma                                             | Pop of the Year                   | Ganadora  | [ 87 ] |
| MTV Europe Music Awards      | 1998 | Ella misma                                             | MTV Select — Northern             | Nominada  | [ 88 ] |
| MTV Europe Music Awards      | 2010 | Ella misma                                             | Mejor Acto de Suecia              | Nominada  |        |
| MTV Europe Music Awards      | 2011 | Ella misma                                             | Mejor Acto de Suecia              | Nominada  |        |
| MTV Europe Music Awards      | 2019 | Ella misma                                             | Mejor Acto de Suecia              | Nominada  | [ 89 ] |
| NME Awards                   | 2020 | Ella misma                                             | Songwriter of the Decade          | Ganadora  | [ 90 ] |
| Nordic Music Video Awards    | 2015 | "Monument" (with Röyksopp)                             | Best Artist Performance           | Nominada  | [ 91 ] |
| Nordic Music Video Awards    | 2015 | "Monument" (with Röyksopp)                             | Best Post Production              | Ganadora  | [ 91 ] |
| Nordic Music Video Awards    | 2015 | "Monument" (with Röyksopp)                             | Årets Musikkvideo                 | Nominada  | [ 91 ] |
| Nordic Music Video Awards    | 2015 | "Monument" (The Inevitable End Version) (con Röyksopp) | Årets Musikkvideo                 | Ganadora  | [ 91 ] |
| Nordic Music Video Awards    | 2015 | "Monument" (The Inevitable End Version) (con Röyksopp) | Best Edit                         | Ganadora  | [ 91 ] |
| Nordic Music Video Awards    | 2015 | "Monument" (The Inevitable End Version) (con Röyksopp) | Best Director                     | Nominada  | [ 91 ] |